# Woodbury (Pensilvania)
Woodbury es un borough ubicado en el condado de Bedford en el estado estadounidense de Pensilvania. En el año 2000 tenía una población de 269 habitantes y una densidad poblacional de 972.5 personas por km².

## Geografía
Woodbury se encuentra ubicado en las coordenadas 40°13′31″N 78°21′57″O / 40.22528, -78.36583.

## Demografía
Según la Oficina del Censo en 2000 los ingresos medios por hogar en la localidad eran de $35,938 y los ingresos medios por familia eran $41,250. Los hombres tenían unos ingresos medios de $25,000 frente a los $25,625 para las mujeres. La renta per cápita para la localidad era de $19,965. Alrededor del 2.8% de la población estaba por debajo del umbral de pobreza.